# Andries Brouwer
Andries Evert Brouwer (* 3. April 1951 in Amsterdam) ist ein niederländischer Mathematiker und Informatiker, der sich mit Graphentheorie und anderen Gebieten der Kombinatorik wie Blockplänen befasst. Er ist Professor an der TU Eindhoven.
Brouwer gewann 1967 die niederländische Mathematikolympiade. 1968 erwarb er das Abitur und 1971 bestand er das Doctoraal-Examen in Mathematik.
Brouwer wurde 1976 bei Maarten Maurice an der Freien Universität Amsterdam in Mathematik promoviert (Treelike Spaces and Related Topological Spaces). Ab 1971 war er am Centrum Wiskunde & Informatica (CWI, damals Mathematisch Centrum) in Amsterdam. Daneben besuchte er regelmäßig die Kombinatorik-Seminare an der TU Eindhoven, an der er 1986 Professor wurde. 2012 wurde er emeritiert.
Er befasst sich mit Graphentheorie, endlicher Geometrie, klassischer Invariantentheorie, Topologie und Kombinatorik (Blockpläne, Lottosysteme, orthogonale lateinische Quadrate, Kodierungstheorie).
1984 sorgte er für die Veröffentlichung des frühen Computerspiels Hack im Usenet. Brouwer entwickelte das ursprünglich von amerikanischen High-School-Schülern entwickelte Spiel bis 1985 weiter. Brouwer war von 1993 bis 2004 einer der ursprünglichen rund 80 Entwickler des Linux-Kernels.
2004 wurde er Ehrendoktor in Aalborg.

## Schriften
- mit Willem Haemers: Spectra of Graphs, Springer 2011
- mit Arjeh Cohen, Arnold Neumaier: Distance Regular Graphs, Springer 1989